# Baetis flavistriga
Baetis flavistriga är en dagsländeart som beskrevs av Mcdunnough 1921. Baetis flavistriga ingår i släktet Baetis och familjen ådagsländor. Inga underarter finns listade i Catalogue of Life.